# Astrid

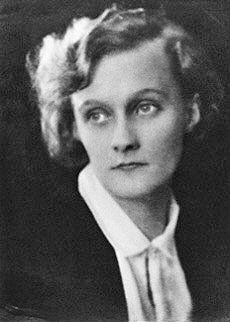
Astrid Lindgren, 1924

Astrid ist ein weiblicher Vorname.

## Herkunft und Bedeutung
Der Vorname Astrid leitet sich von den altnordischen Begriffen áss oder oss („Ase, Gottheit“) und friðr („Schönheit“) her. Übersetzt heißt dies also „die göttlich Schöne“.
In der armenischen Sprache bedeutet Astrid zudem „Stern“, u. a. verwandt mit dem altgriechischen ἀστήρ astḗr, deutsch ‚Stern‘ (siehe auch Wortstamm „Astro-“), das mit dem nordischen Namen in keiner Verbindung steht.

## Varianten
- dänisch: Asfrid, Asta, Estrid. Ein Beispiel einer dänischen Namensträgerin ist Königin Asfrid von Haithabu, um 950 u. Z., die Regentin bzw. Mitregentin des gleichnamigen kleinen dänischen Königreiches zur Wikingerzeit an der Schlei und Urheberin zweier Runensteine von Haithabu
- deutsch: Ase, Asta, Asteria, Estrid
- färöisch: Ásfrið, Asta, Ásta, Astrið, Ástrið, Estrið
- finnisch: Asta, Asti, Astri, Estrid
- isländisch: Ásfriður, Ásta, Ástfríður, Ástríður
- norwegisch: Asfrid, Asta, Astfrid, Astri, Astrine, Estrid, Åsfrid
- portugiesisch: Astrud
- schwedisch: Asfrid, Asrid, Assa, Assi, Assy, Asta, Astri, Atti, Ätta, Essan, Essi, Essie, Estrid, Etta, Ettan, Sassa, Åsfrid
- ungarisch: Aszti, Asztika, Asztó, Asztóka, Asztrid

## Namenstage
Am 10. August feiert man in Deutschland den Namenstag Astrids. In Schweden und Finnland dagegen wird der Namenstag Astrids und Estrids am 27. November begangen. In Ungarn wiederum findet er am 12. Dezember statt. 

Der Vorname Asta hat seinen Namenstag in Schweden ebenfalls an diesem Tag. Zudem wird er abermals in Deutschland, in Schweden sowie in Finnland am 30. Juli, in Norwegen hingegen am 13. April gefeiert. 

## Namensträgerinnen
Asta:
- Ásta Árnadóttir (* 1983), isländische Fußballspielerin
- Asta Baukutė (* 1967), litauische Schauspielerin und Politikerin
- Asta Dambrauskaitė (* 1976), litauische Juristin, Zivilrechtlerin und Hochschullehrerin
- Asta Gröting (* 1961), deutsche Künstlerin (Video, Performance, Bildhauerei und Zeichnung)
- Ásta Birna Gunnarsdóttir (* 1984), isländische Handballspielerin
- Asta Hampe (1907–2003), deutsche Ingenieurin, Volkswirtin und Statistikerin
- Asta Heiberg (1817–1904), deutsche Schriftstellerin
- Ásta Guðrún Helgadóttir (* 1990), isländische Politikerin der Piratenpartei Píratar
- Ásta Ragnheiður Jóhannesdóttir (* 1949), isländische Politikerin der sozialdemokratischen Allianz
- Asta Kubilienė (* 1964), litauische Medizinerin und Politikerin
- Asta von Mallinckrodt-Haupt (1896–1960), deutsche Dermatologin
- Asta Nielsen (1881–1972), dänische Schauspielerin
- Asta Põldmäe (* 1944), estnische Schriftstellerin
- Asta Scheib (* 1939), deutsche Schriftstellerin
- Ásta Sigurðardóttir (1930–1971), isländische Schriftstellerin und Illustratorin
- Asta von Unger (* 1970), deutsche Malerin
- Asta Willmann (1916–1984), estnische Schauspielerin und Schriftstellerin

Astrid:
- Astrid Andreasen (* 1948), färöische Künstlerin und wissenschaftliche Illustratorin
- Astrid Båhl (* 1959), samische Künstlerin
- Astrid von Belgien (* 1962), belgische Prinzessin
- Astrid Benöhr (* 1957), deutsche Ultra-Triathletin
- Àstrid Bergès-Frisbey (* 1986), spanisch-französische Schauspielerin und Model
- Astrid Bless (1944–2009), deutsche Synchronsprecherin, Kabarettistin und Schauspielerin
- Astrid Boner (* 1935), deutsche Schauspielerin und Synchronsprecherin
- Astrid Deuber-Mankowsky (* 1957), deutsche Medien- und Kulturtheoretikerin
- Astrid Eichhorn (* 1983), deutsche Physikerin und Hochschullehrerin
- Astrid Eisenkopf (* 1984), österreichische Politikerin (SPÖ)
- Astrid Fendt (* 1970), deutsche Klassische Archäologin, Kunsthistorikerin und Althistorikerin
- Astrid Frank (Schauspielerin) (* 1944), deutsche Schauspielerin
- Astrid Frank (Autorin) (* 1966), deutsche Schriftstellerin, Lektorin und Übersetzerin
- Astrid von Friesen (* 1953), deutsche Journalistin, Diplom-Pädagogin, Psychotherapeutin und Buchautorin
- Astrid Frohloff (* 1962), deutsche Journalistin und Fernsehmoderatorin
- Astrid M. Fünderich (* 1963), deutsche Schauspielerin
- Astrid Gehlhoff-Claes (1928–2011), deutsche Schriftstellerin und Übersetzerin
- Astrid Gloria (* 1966), deutsche Kabarettistin und Bühnenkünstlerin
- Astrid Gröpper (* 1977), deutsche Fußballnationalspielerin
- Astrid Günther-Schmidt (* 1962), deutsche Diplomvolkswirtin und Politikerin
- Astrid Harzbecker (* 1965), deutsche Komponistin, Liedtexterin und Sängerin
- Astrid Emilie Helle (* 1962), norwegische Diplomatin
- Astrid Höfs (* 1948), deutsche Politikerin (SPD)
- Astrid Kaiser (* 1948), deutsche Erziehungswissenschaftlerin und Professorin
- Astrid Kiendler-Scharr (1973–2023), österreichische Klimaforscherin
- Astrid Kirchherr (1938–2020), deutsche Fotografin und Künstlerin
- Astrid Klein (* 1951), deutsche Künstlerin (Zeichnung, Fotografie, Text, Malerei, Installation und Skulptur)
- Astrid Klug (* 1968), deutsche Politikerin (SPD)
- Astrid Köhler (* 1965), deutsche Germanistin, Autorin und Übersetzerin
- Astrid Kohrs (* 1969), deutsche Schauspielerin
- Astrid Krebsbach (1913–1995), deutsche Tischtennisspielerin
- Astrid Krombach (* 1959), deutsche Judo-Kämpferin
- Astrid Kuhlmann (* 1967), deutsches Fotomodell
- Astrid Kumbernuss (* 1970), deutsche Kugelstoßerin und Diskuswerferin
- Astrid Lambrecht (* 1967), deutsche Quantenphysikerin
- Astrid Leberti (* 1976), deutsche Schauspielerin
- Astrid Lindgren (1907–2002), schwedische Schriftstellerin
- Astrid Lødemel (* 1971), norwegische Skirennläuferin
- Astrid Lorenz (* 1975), deutsche Politikwissenschaftlerin
- Astrid Mair (* 1981), österreichische Politikerin (ÖVP)
- Astrid Maus (* 1969), deutsche Schauspielerin
- Astrid Meyerfeldt (* 1960), deutsche Theater- und Filmschauspielerin
- Astrid North (1973–2019), deutsche Soulsängerin
- Astrid von Norwegen (* 1932), norwegische Prinzessin aus dem Haus Schleswig-Holstein-Sonderburg-Glücksburg
- Astrid Paprotta (* 1957), deutsche Schriftstellerin
- Astrid Plessl (* 1984), österreichische Gedächtnissportlerin
- Astrid Polak (* 1935), deutsche Schauspielerin und Synchronsprecherin
- Astrid Pollmann (* 1968), deutsche Schauspielerin
- Astrid Posner (* 1974), deutsche Schauspielerin, Tänzerin und Choreografin
- Astrid Proll (* 1947), deutsches RAF-Mitglied
- Astrit Rabinowitsch (* 1953), deutsche Politikerin (Die Linke).
- Astrid Rank (* 1969), deutsche Hochschullehrerin
- Astrid Renzler (* 1969), italienische Skibergsteigerin
- Astrid Rosenfeld (* 1977), deutsche Schriftstellerin
- Astrid S (* 1996), norwegische Popsängerin
- Astrid Sandvik (* 1939), norwegische Skirennläuferin
- Astrid Schult (* 1979), deutsche Regisseurin
- Astrid Schütz (* 1960), deutsche Psychologin und Hochschullehrerin
- Astrid von Schweden (1905–1935), belgische Königin
- Astrid Schween (* 1964), US-amerikanische Cellistin und Hochschullehrerin
- Astrid Séville (* 1984), deutsche Politikwissenschaftlerin
- Astrid Springer (* 1950), deutsche Juristin und Journalistin
- Astrid Stadler (* 1959), deutsche Rechtswissenschaftlerin
- Astrid Stadler (* 1961), österreichische Politikerin (ÖVP)
- Astrid Staufer (* 1963), Schweizer Architektin und Hochschullehrerin
- Astrid Stienen (* 1979), deutsche Triathletin und Ironman-Siegerin (2015, 2016)
- Astrid Strauß (* 1968), deutsche Schwimmerin
- Astrid Uhrenholdt Jacobsen (* 1987), norwegische Skilangläuferin
- Astrid Väring (1892–1978), schwedische Schriftstellerin
- Astrid Varnay (1918–2006), schwedisch-amerikanische Opernsängerin
- Astrid Vits (* 1973), deutsche Journalistin und Fernsehmoderatorin
- Astrid Vollenbruch (* 1964), deutsche Schriftstellerin
- Astrid Wagner (* 1963), österreichische Rechtsanwältin, Strafverteidigerin und Autorin
- Astrid Wallrabenstein (* 1969), deutsche Rechtswissenschaftlerin und Richterin
- Astrid Whettnall (* 1971), belgische Schauspielerin
- Astrid Zehetmair (* 1993), österreichische Politikerin (ÖVP)

Astrīda
- Astrīda Kairiša (1941–2021), sowjetische bzw. lettische Schauspielerin

Astrud
- Astrud Gilberto (1940–2023), brasilianische Sängerin

Kunstfigur:
- Astas Tagebuch, Roman von Barbara Vine (Ruth Rendell) aus dem Jahr 1993